# Sobasina magna
Sobasina magna är en spindelart som beskrevs av Berry, Beatty, Prószynski 1998. Sobasina magna ingår i släktet Sobasina och familjen hoppspindlar. Inga underarter finns listade i Catalogue of Life.